# Пайонкув
Пайонкув (пол. Pająków) — село в Польщі, у гміні Пшиленк Зволенського повіту Мазовецького воєводства.
Населення — 147 осіб (2011).
У 1975—1998 роках село належало до Радомського воєводства.

## Демографія
Демографічна структура станом на 31 березня 2011 року:
|          | Загалом | Допрацездатний вік | Працездатний вік | Постпрацездатний вік |
| -------- | ------- | ------------------ | ---------------- | -------------------- |
| Чоловіки | 76      | 11                 | 54               | 11                   |
| Жінки    | 71      | 11                 | 44               | 16                   |
| Разом    | 147     | 22                 | 98               | 27                   |